# Meeresfrüchte (Schokolade)

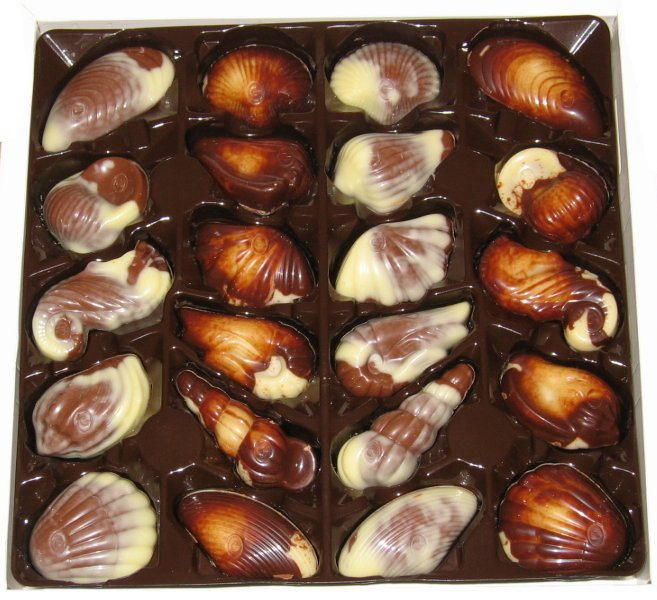
Meeresfrüchte-Pralinen

Meeresfrüchte (Fruits de mer) ist der Name eines ursprünglich belgischen Pralinenprodukts aus dunkler und heller Schokolade und einer Nougat-Füllung, dessen Formen verschiedene Meeresfrüchte und andere -tiere darstellen: Seepferdchen, Venusmuschel, Miesmuschel, Seestern sowie verschiedene Wasserschnecken. Sie werden vom Fachhandel, von Supermärkten, aber auch – als hausgemachte Produkte – von Konditoreien vertrieben.
Der belgische Hersteller Guylian aus Antwerpen war nach eigenen Aussagen der erste Hersteller, der Pralinen in Form von Meeresfrüchten vermarktete. Die Confiserie stellt diese Spezialität seit den 1960er Jahren, anfangs per Hand, später in automatisierten Produktionsverfahren her. Für die Markenprodukte wird belgische Dunkelschokolade mit einem 34-prozentigen Kakaoanteil, für das Produkt extra dunkle Meeresfrüchte mit 74-prozentigem Kakaoanteil verwendet. Inzwischen werden Nachahmerprodukte auch bei den größeren deutschen Discountern angeboten.